# Orlando Vici
Orlando Vici, född 21 mars 2002 i Frankrike, är en fransk varmblodig travhäst. Han tränades av Fabrice Souloy och kördes av Jean-Michel Bazire.
Orlando Vici tävlade åren 2004–2006 samt 2009 och sprang in motsvarande 7,7 miljoner kronor på 32 starter varav 12 segrar, 5 andraplatser och 3 tredjeplatser. Han tog karriärens största segrar i Prix Victor Régis (2005), Prix Piérre Plazen (2005), Prix Abel Bassigny (2005), Critérium des 3 ans (2005), Prix de Tonnac-Villeneuve (2006), Prix Éphrem Houel (2006), Critérium des 4 ans (2006) och Prix Jules Thibault (2006). Han kom även på andraplats i Prix de l'Étoile (2005) och Prix de Sélection (2006).
Efter tävlingskarriären har han varit verksam som avelshingst. Hans vinstrikaste avkomma är Un Mec d'Héripré (2008). Han har även lämnat efter sig stjärnhästar som Alfas da Vinci (2008), Pato (2008), Narold Vox (2009), Monark Newmen (2013) och Racing Mange (2013).